# Лени Кур
Лени Кур (хол. Lenny Kuhr; 22. фебруар 1950) је холандска певачица. Била је једна од четири победнице Песме Евровизије 1969. у Мадриду.

## Биографија
Рођена је 22. фебруара 1950. у Ајндховену као Helena Hubertina Johanna Kuhr. Године 1967. започела је певачку каријеру у Холандији, изводећи песме попут француских шансона. 1969. године представљала је Холандију на Песми Евровизије са својом композицијом De troubadour. Била је једна од четири победнице те године. Освојила је 18 бодова.
Почетком седамдесетих Кур је постала успешнија у Француској него у својој домовини. Крајем 1978. године потписује уговор са издавачком кућом CNR. Тада објављује сингл Eenmaal in je leven. Године 1980. објављује песму Visite са француским бендом Лес Попис, која је постала велики хит у њеној родној Холандији. Након те песме, уследио је низ мање успешних песама које нису остваривали пласмане на Холандску музичку топ листу. 1984. и 1985. није објављивала нове песме. 1986. је објавила ЛП Quo vadis, којег је описала као "духовни, на једноставно артикулираном, на нормалном језику, поетском језику [...] који није повезан са било којом религијом". Издала га је на сопствени рачун јер ниедна издавачка кућа није хтела преузети ризик објаве. 1990. објављује нови албум De blauwe nacht.
Кур је 1982. године била водитељица такмичења Nationaal Songfestival, холандског националног избора за Песму Евровизије 1982.
Кур је била један од извођача који су снимили песму Shalom from Holland као знак солидарности са израелским народом, током рата са Ираком 1991. године.
Поводом 40 година каријере објавила је албум са 40 својих уживо снимљених песама. 2008. и 2009. године је одржала низ концерата по Холандији и добила је медаљу за пријатеља града Ајндховена. 2017. године је објавила албум Gekust door de eeuwigheid, који је посветила свом оцу који је умро непосредно пре издавања албума. Исте године је добила награду за животно дело од организације Buma NL.
Поводом 50. годишњице победе на Песми Евровизије објавила је албум Het lied gaat door, у знак сећања на победу. Холандска телевизија AVROTROS је направила документарац о њеној победи из 1969. године под називом Vijftig jaar troubadour.

## Лични живот
Кур је прешла у јудаизам. 2003. удала се за Роба Франка. Има двије ћерке из првог брака које живе у Израелу.

## Албуми
- 1969: De troubadour
- 1971: De zomer achterna
- 1972: Tout ce que j'aime / Les enfants
- 1972: De wereld waar ik van droom
- 1974: God laat ons vrij
- 1976: 'n Dag als vandaag
- 1980: Dromentrein
- 1981: Avonturen
- 1982: Oog in oog
- 1983: De beste van Lenny Kuhr
- 1986: Quo vadis
- 1988: Lenny Kuhr
- 1990: Het beste van Lenny Kuhr
- 1990: De blauwe nacht
- 1992: Heilig vuur
- 1994: Altijd heimwee
- 1997: Gebroken stenen
- 1997: Stemmen in de nacht
- 1999: Oeverloze liefde
- 2000: Visite
- 2001: Hollands glorie
- 2001: Fadista
- 2004: Op de grens van jou en mij
- 2005: Panta Rhei
- 2007: 40 Jaar verliefd
- 2010: Hollands glorie
- 2010: Mijn liedjes mijn leven
- 2011: Liefdeslied
- 2013: Wie ben je
- 2017: Gekust door de eeuwigheid
- 2019: Het lied gaat door